# Oberea melanostoma
Oberea melanostoma là một loài bọ cánh cứng trong họ Cerambycidae.